# Camino del Norte
Le Chemin du Nord, ou Camino del Norte en espagnol, est un itinéraire secondaire du pèlerinage de Saint-Jacques-de-Compostelle. Il est la continuité en territoire espagnol de la voie de Soulac, voie côtière française. 
Le Camino del Norte est également appelé Ruta de la Costa, par opposition au Camino francés qui est aussi appelé la Ruta Interior.
Ce chemin de pèlerinage est antérieur au très connu Camino francés. Il reprend en partie le Camino primitivo (chemin primitif) des pèlerins des premiers siècles à Saint-Jacques-de-Compostelle. La popularité grandissante du pèlerinage de Saint-Jacques entraine une hausse de fréquentation importante sur ce Chemin du Nord de près de 15 % par an (depuis 2005). Il rassemble aujourd'hui 6 % des pèlerins recensés à Santiago.

## Historique
Du IXe siècle au milieu du XIIe siècle, les pèlerins suivaient la côte nord de l'Espagne, dans les terres contrôlées par les royaumes chrétiens espagnols. Ce premier chemin de pèlerinage, utilisé jusqu'au milieu du XIIe siècle a pris le nom de « Camino del Norte ».
La reconquête des hauts plateaux a ouvert aux pèlerins la route via le centre du pays. Ainsi, dès la prise de la ville de Saragosse le 18 décembre 1118, le roi Alphonse Ier d'Aragon incite les pèlerins français, se rendant à Saint-Jacques, à passer par les nouvelles villes conquises. Il crée ainsi une nouvelle route de pèlerinage que les Espagnols nommeront Camino francés. Ainsi, en 1140, quand le moine Aimery Picaud se rend à Saint-Jacques puis rédige son Guide du Pèlerin, il indique les villes étapes du Camino francés, sans indiquer l’existence du Camino del Norte.
Le découpage de la côte nord de la péninsule Ibérique constituait un sérieux handicap à la circulation, aggravé par la présence des nombreux fleuves se jetant dans l'océan et qu'il fallait franchir. De plus, le relief accidenté et les nombreuses forêts (de la côte Nord), offraient des lieux d'embuscades pour les brigands, ou les loups,. Ces éléments, ajoutés à la volonté politique de favoriser la route intérieure, ont réduit rapidement l'affluence de cette voie de pèlerinage au profit du Camino francès.
L'itinéraire allait d'Irun à Bilbao par Saint-Sébastien et Guernica. Puis, il rejoignait Santander, par Castro-Urdiales et Laredo, avant de poursuivre vers Oviedo, par Santillana del Mar, San Vicente de la Barquera et Llanes. À partir d'Oviedo, le chemin de la côte accueillait des jacquets venus de León. D'Oviedo, les pèlerins allaient à La Espina par Cornellana, où le monastère, fondé en 1024, est rattaché à l'Ordre de Cluny en 1122.
Ils pouvaient gagner Lugo par l'intérieur des terres (par le Camino Primitivo), ou suivre la côte à Canero, puis, après avoir franchi le pont qui tremble à Luarca, continuer jusqu'à Ribadeo. De là, ils pouvaient soit rejoindre le Camino francés par Lugo, vers Palas de Rei, soit passer par Mondoñedo, Villalba et Sobrado, et rejoindre enfin le camino, à Lavacolla.

### De nos jours
À la fin du XXe siècle, la hausse de fréquentation du chemin de Saint-Jacques entraîne la redécouverte et l'augmentation de l'emprunt de ce chemin. Peu fréquenté au XXe siècle comme voie de pèlerinage, cette même route, de nos jours, voit son nombre de pèlerins croitre très rapidement.
La « sur fréquentation » du Camino francès pousse un certain nombre d'entre eux à venir rechercher un peu plus de solitude sur le Camino del Norte, moins connu. Les mois de juillet et d'août sont les plus denses en pèlerins,.
L'une des albergue les plus anciennes (et les plus connues) est celle du Padre Ernesto à Güemes (commune de Bareyo). Depuis 2010, avec la hausse du passage, de nouvelles albergues s'ouvrent, aux étapes du chemin.

## Présentation du chemin actuel
Les pèlerins venant de Bretagne, ou de l'Ouest de la France, ont la possibilité de suivre un itinéraire côtier dont la partie française se termine en Aquitaine par la Voie de Soulac. Le « Camino del Norte » débute à Bayonne pour rejoindre Irun et ensuite longe la côte nord espagnole jusqu'en Galice, à Ribadeo, où son tracé plonge vers le Sud-Ouest pour rejoindre le Camino francés à Arzúa.
Les pèlerins arrivés à Irun peuvent également quitter le camino del Norte et rejoindre le Camino francés à Burgos, en suivant une voie secondaire passant par Vitoria-Gasteiz. Autre variante : bifurquer par Oviedo pour traverser la cordillère Cantabrique et couper en ligne droite vers Saint-Jacques en suivant le « Camino Primitivo ». Cette voie, la plus ancienne, et franchissant des cols à 2000m d'altitude est la plus difficile des chemins menant à Saint-Jacques.

### Le Chemin du Nord

#### En France
- Bayonne
- Saint-Jean-de-Luz
- Hendaye

#### Pays basque
- Irun
- Saint-Sébastien
- Orio
- Zarautz
- Zumaia
- Itziar (es)
- Deba
- Markina
- Bolivar
- Guernica

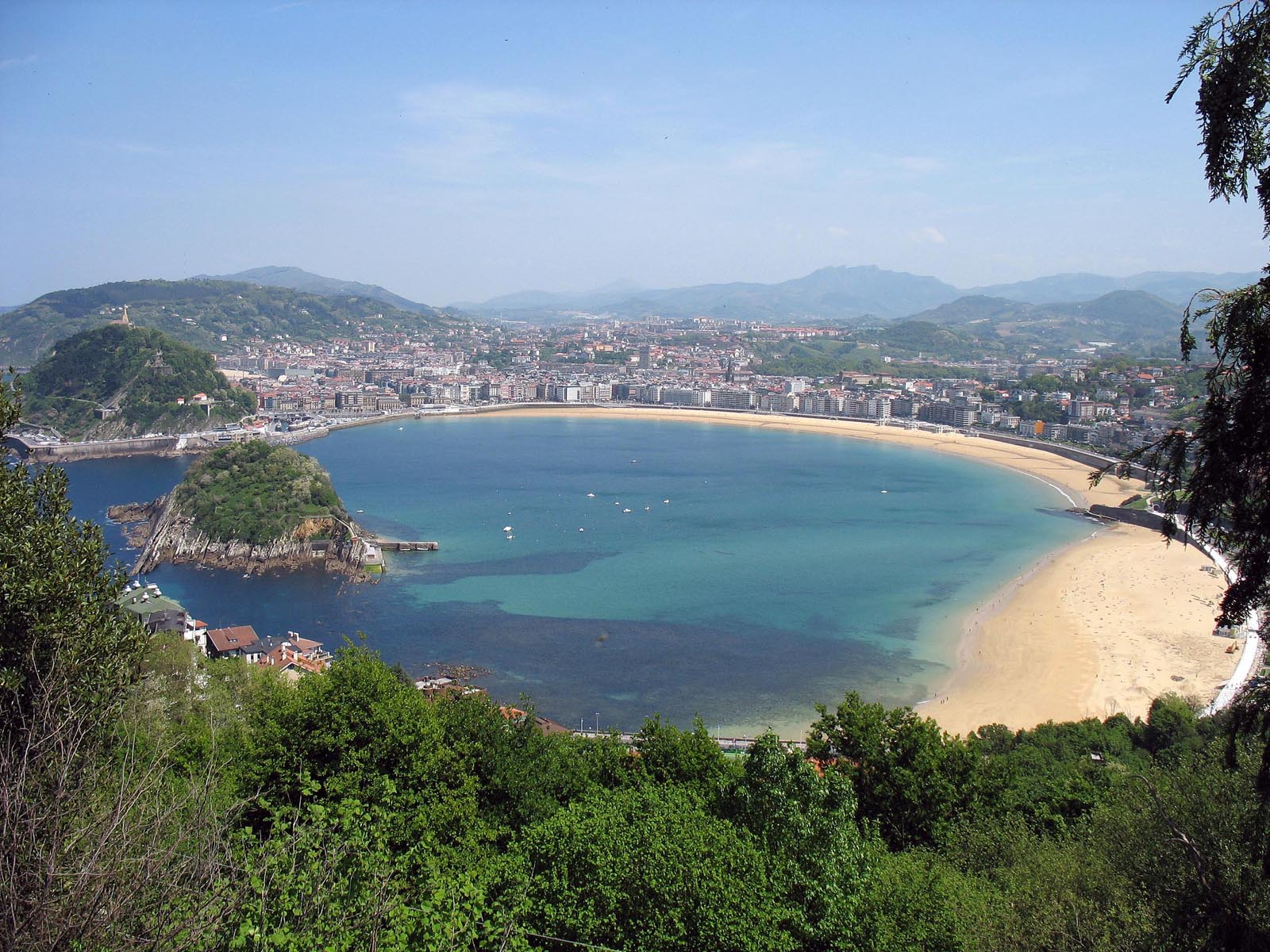
San Sebastian

- Bilbao, l'église gothique de Santiago (Saint-Jacques) du XIVe siècle.
- Barakaldo

#### Cantabrie
- Castro-Urdiales
- Laredo
- Guarnizo
- Bareyo
- Santander
- Boo de Piélagos (Piélagos)

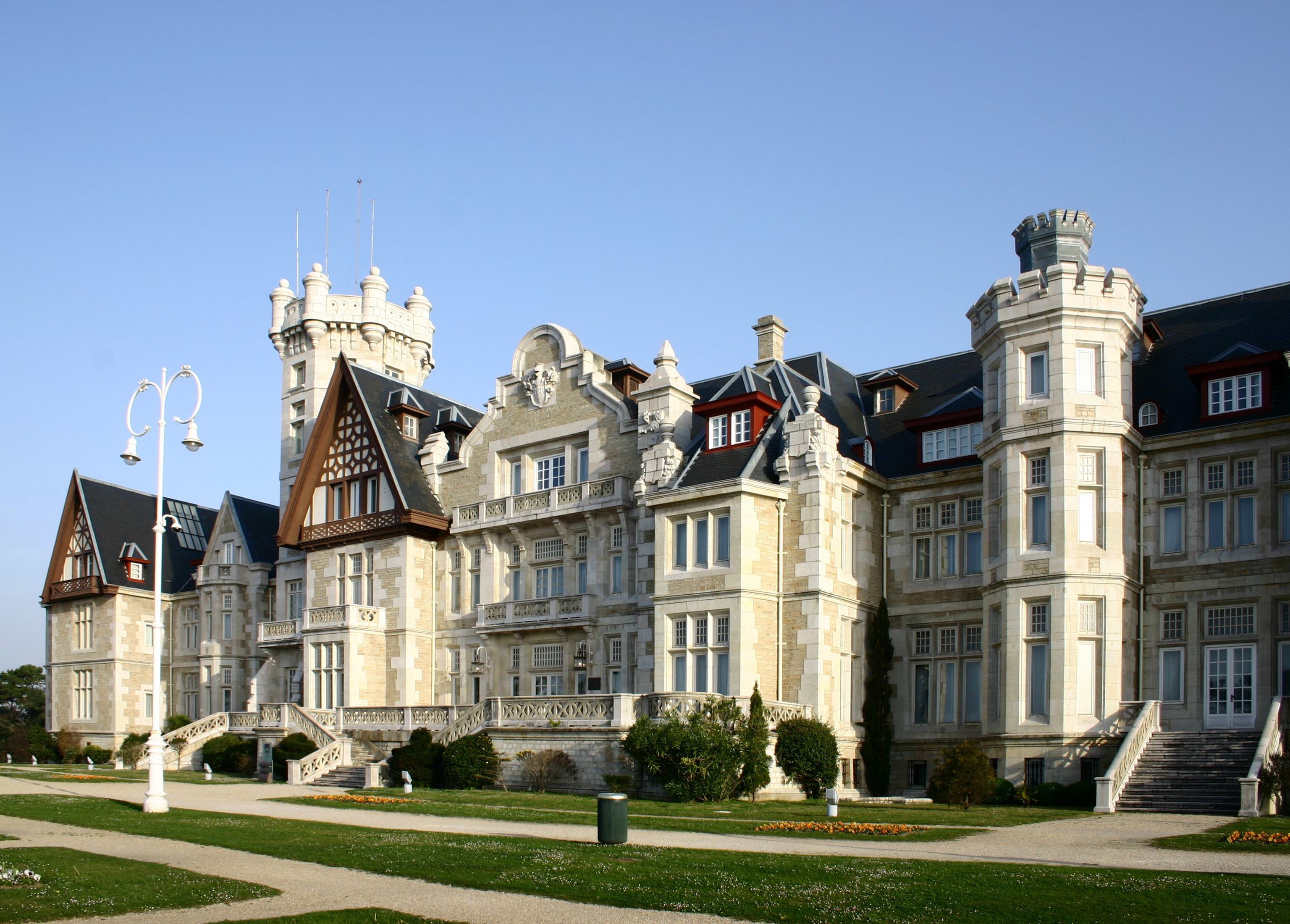
Santander, palacio de la Magdalena

- Santillana del Mar la collégiale et les grottes d’Altamira.
- Comillas
- Cóbreces (Alfoz de Lloredo)
- San Vicente de la Barquera

#### Asturies
- Llanes

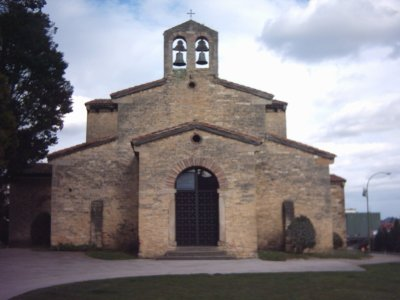
Oviedo, San Julián de Los Prados

- Ribadesella : carrefour entre le Camino del Norte et le Camino Primitivo
- Villaviciosa et l'église de San Salvador de Valdediós.
- Gijón
- Avilés
- Cudillero
- Luarca et le pont qui tremble, comme le chantaient les pèlerins dans "La Grande Chanson".
- Vegadeo

#### Galice
- Mondoñedo ;

Saint-Jacques

- Vilalba, capitale "da terra chà", le plat pays, et l’église San Simon ;
- Sobrado et son Monasterio dos Monjes ou dos Monxes, (monastère des moines) ;
- Arzúa, et sa chapelle de la Madeleine.

À cette dernière étape, le Camino del Norte rejoint le Camino francés qui continue, en passant notamment par :
- A Lavacolla, ou Lavacolla ; c'est ici que les pèlerins se purifiaient, en se lavant et changeant de vêtements, avant d'entrer dans la ville de Monsieur saint Jacques ;
- Monxoi, ou Monte del Gozo ou Mont-Joie ;
- Saint-Jacques-de-Compostelle.

### LeCamino primitivo
Ce camino, réputé difficile (bien que le point le plus élevé, le Puerto del Palo, 1 146 m, soit moins élevé que celui du Camino francés, il présente beaucoup plus de dénivelées) et sauvage, s'est doté de nombreux gites pour pèlerins. Si au Xe siècle et XIe siècle les chaînes montagneuses traversées étaient bien peuplées et offraient des étapes régulières pour les pèlerins alors nombreux, la désertification des campagnes au XXe siècle a laissé, de nos jours, de vastes secteurs inhabités. Cela n'a pas été sans problèmes lors de la remise en place du camino, car plusieurs étapes de montagnes atteignent les 70 km entre deux gites aux tout début des années 2000. La hausse de fréquentation du pèlerinage a entrainé des municipalités et des particuliers à ouvrir des accueils de pèlerins dans les secteurs dépourvus ; de nos jours (en 2017), il n'existe plus d'étape supérieure à 25-30 km entre deux hébergements. Cette amélioration des conditions d'accueil explique la hausse rapide des pèlerins prenant ce chemin (nombre multiplié par 10 en 10 ans).

#### Asturie
- Ribadesella : embranchement depuis le Camino del Norte
- Sebrayo
- Pola de Siero
- Oviedo, la cathédrale San Salvador ou Saint-Sauveur dans la "Grande Chanson" des Pèlerins, la Cámara Santa, la basilique San Julián de los Prados et les églises de Santa María del Naranco et San Miguel de Lillo.
- Grado
- Salas
- Tineo
- Pola de Allande
- Grandas de Salime
- A Fonsagrada

#### Galice
- O Cadavo
- Lugo
- San Roman de Retorta
- Melide : arrivée sur le Camino Francès

## Statistiques de fréquentation
Depuis les années 2000, le Camino del Norte connait une forte augmentation de fréquentation de l'ordre de 15 % par an. En 2015, 6 % des pèlerins ayant reçu leur compostella avaient suivi ce parcours. Entre 2005 et 2015, le trafic a été multiplié par 4 (3 800 en 2005 à 15 800 en 2015),. Le Camino Primitivo voit une progression encore plus forte, passant de 1000 personnes en 2005 à 11 400 pèlerins en 2015. Ils représentent aujourd'hui plus de 4 % des pèlerins arrivant à Santiago.
Comme pour la fréquentation du Camino francés, la fréquentation se fait essentiellement l'été, avec une période creuse en hiver (Voir statistiques du Pèlerinage de Saint-Jacques). Néanmoins ce chemin  du Nord, réputé plus difficile que le camino francès est parcouru toute l'année.

## Un enjeu économique pour les régions
Avec plus de 15 000 pèlerins en 2015 et une croissance de 15 % par an depuis 10 ans, le poids économique du camino pour les régions traversées ne cesse de croitre. Avec un budget annoncé de 20 à 30 € par pèlerin et par jour,, la manne économique devient rapidement significative pour certaines régions traversées. On observe une augmentation régulière de l'offre d'hébergement pour les pèlerins par l'ouverture de nouvelles albegues privées. 
Le projet de modifier le tracé du Camino del Norte en Galice entre Baamonde (Begonte) et Sobrado de los Monjes, porté par la Junte de Galice, a suscité une vive réaction d'hostilité de la population actuellement située le long de ce tracé (et qui souhaite le conserver).

## Dans les arts

### Littérature
- Jean-Christophe Rufin, Immortelle Randonnée, Guerin, 2013 (ISBN 978-2-35221-061-0 et 2-35221-061-5) prix Nomad's.

#### Guides sur le Camino del Norte
- François Lepere et Y. Terrien, Le Camino del norte : Le chemin le long de la Mer, François Lepere Éditions, avril 2014, 210 p. (ISBN 978-2-915156-46-1).
- Yean-Yves Grégoire, Chemin côtier, Camino del norte vers Compostelle, Rando Editions, coll. « Chemin de l'Histoire », avril 2013, 224 p. (ISBN 978-2-84182-527-1).
- Andrée Duhalde et Philippe Duhalde, Sur le chemin de Saint-Jacques-de-Compostelle : Le Camino del Norte, le chemin le long de la mer, Lepère éditions, coll. « Guide de poche du randonneur et du pèlerin », août 2011, 172 p. (ISBN 978-2-915156-30-0).
- "El Camino de Santiago por la Costa o Camino Norte". Ángel González. 2004
- "El Camino de Santiago". Antón Pombo. Ed. Anaya Touring. 2004
- (es) "El Camino de Santiago - Dos rutas por Euskadi. Eusko Jaurlaritza" - Gouvernement Basque. 2006. Une édition en castillan et dans euskara (séparément)

#### Autres ouvrages
- Nompar de Caumont, Chemins de Compostelle : Trois récits de pèlerins partis vers Saint-Jacques 1417- 1726- 1748, Paris, Cosmopole, septembre 2009, 227 p. (ISBN 978-2-84630-043-8).

### Articles liés
- Chemins de Saint-Jacques-de-Compostelle : Camino francés et chemins du nord de l'Espagne
- Chemins de Compostelle en France, également classés au patrimoine mondial
- Camino navarro
- Camino aragonés
- Camino francés
- Camino inglés